# Eleições autárquicas portuguesas de 1985 no distrito de Lisboa
| Eleições autárquicas portuguesas de 1985 Distritos: Aveiro \| Beja \| Braga \| Bragança \| Castelo Branco \| Coimbra \| Évora \| Faro \| Guarda \| Leiria \| Lisboa \| Portalegre \| Porto \| Santarém \| Setúbal \| Viana do Castelo \| Vila Real \| Viseu \| Açores \| Madeira |

## Resultados por concelho
Os resultados nos concelhos do distrito de Lisboa foram os seguintes:

### Alenquer
| Partido                 | Partido                   | Votos  | %               | +/-  | Vereadores | +/-     |
| ----------------------- | ------------------------- | ------ | --------------- | ---- | ---------- | ------- |
|                         | Partido Socialista        | 9 676  | 52,38 / 100,00  | 0,20 | 4 / 7      | Estável |
|                         | Aliança Povo Unido        | 4 472  | 24,21 / 100,00  | 2,13 | 2 / 7      | Estável |
|                         | Partido Social Democrata  | 3 055  | 16,54 / 100,00  | -    | 1 / 7      | -       |
|                         | Centro Democrático Social | 501    | 2,71 / 100,00   | -    | 0 / 7      | -       |
|                         | PCTP/MRPP                 | 242    | 1,31 / 100,00   | 0,58 | 0 / 7      | Estável |
| Votos Inválidos         | Votos Inválidos           | 526    | 2,85 / 100,00   | 0,29 |            |         |
| Total                   | Total                     | 18 472 | 100,00 / 100,00 |      | 7 / 7      |         |
| Eleitorado/Participação | Eleitorado/Participação   | 27 391 | 67,44 / 100,00  | 7,11 |            |         |

### Amadora
| Partido                 | Partido                   | Votos   | %               | +/-   | Vereadores | +/-     |
| ----------------------- | ------------------------- | ------- | --------------- | ----- | ---------- | ------- |
|                         | Aliança Povo Unido        | 37 432  | 47,65 / 100,00  | 6,61  | 6 / 11     | 1       |
|                         | Partido Socialista        | 29 178  | 37,15 / 100,00  | 9,26  | 4 / 11     | 1       |
|                         | Centro Democrático Social | 8 341   | 10,62 / 100,00  | -     | 1 / 11     | -       |
|                         | PCTP/MRPP                 | 450     | 0,57 / 100,00   | 0,12  | 0 / 11     | Estável |
| Votos Inválidos         | Votos Inválidos           | 3 148   | 4,00 / 100,00   | 1,74  |            |         |
| Total                   | Total                     | 78 549  | 100,00 / 100,00 |       | 11 / 11    |         |
| Eleitorado/Participação | Eleitorado/Participação   | 127 922 | 61,40 / 100,00  | 10,99 |            |         |

### Arruda dos Vinhos
| Partido                 | Partido                   | Votos | %               | +/-  | Vereadores | +/-     |
| ----------------------- | ------------------------- | ----- | --------------- | ---- | ---------- | ------- |
|                         | Partido Socialista        | 1 901 | 44,60 / 100,00  | 6,85 | 3 / 5      | Estável |
|                         | Partido Social Democrata  | 907   | 21,28 / 100,00  | -    | 1 / 5      | -       |
|                         | Aliança Povo Unido        | 802   | 18,82 / 100,00  | 1,76 | 1 / 5      | Estável |
|                         | Centro Democrático Social | 350   | 8,21 / 100,00   | -    | 0 / 5      | -       |
| Votos Inválidos         | Votos Inválidos           | 302   | 7,08 / 100,00   | 3,71 |            |         |
| Total                   | Total                     | 4 262 | 100,00 / 100,00 |      | 5 / 5      |         |
| Eleitorado/Participação | Eleitorado/Participação   | 7 069 | 60,29 / 100,00  | 4,50 |            |         |

### Azambuja
| Partido                 | Partido                   | Votos  | %               | +/-  | Vereadores | +/-     |
| ----------------------- | ------------------------- | ------ | --------------- | ---- | ---------- | ------- |
|                         | Partido Socialista        | 4 875  | 48,41 / 100,00  | -    | 4 / 7      | -       |
|                         | Aliança Povo Unido        | 4 068  | 40,39 / 100,00  | 2,18 | 3 / 7      | Estável |
|                         | União Democrática Popular | 502    | 4,98 / 100,00   | 2,32 | 0 / 7      | Estável |
|                         | PCTP/MRPP                 | 125    | 1,24 / 100,00   | 0,68 | 0 / 7      | Estável |
| Votos Inválidos         | Votos Inválidos           | 501    | 4,97 / 100,00   | 0,69 |            |         |
| Total                   | Total                     | 10 071 | 100,00 / 100,00 |      | 7 / 7      |         |
| Eleitorado/Participação | Eleitorado/Participação   | 15 718 | 64,07 / 100,00  | 9,92 |            |         |

### Cadaval
| Partido                 | Partido                   | Votos  | %               | +/-   | Vereadores | +/-     |
| ----------------------- | ------------------------- | ------ | --------------- | ----- | ---------- | ------- |
|                         | Partido Social Democrata  | 3 156  | 47,09 / 100,00  | -     | 4 / 7      | -       |
|                         | Partido Socialista        | 1 753  | 26,16 / 100,00  | 12,50 | 2 / 7      | 1       |
|                         | Centro Democrático Social | 867    | 12,94 / 100,00  | -     | 1 / 7      | -       |
|                         | Aliança Povo Unido        | 602    | 8,98 / 100,00   | 0,65  | 0 / 7      | Estável |
| Votos Inválidos         | Votos Inválidos           | 324    | 4,84 / 100,00   | 0,31  |            |         |
| Total                   | Total                     | 6 702  | 100,00 / 100,00 |       | 7 / 7      |         |
| Eleitorado/Participação | Eleitorado/Participação   | 11 881 | 56,41 / 100,00  | 12,18 |            |         |

### Cascais
| Partido                 | Partido                       | Votos   | %               | +/-   | Vereadores | +/-     |
| ----------------------- | ----------------------------- | ------- | --------------- | ----- | ---------- | ------- |
|                         | Partido Social Democrata      | 27 711  | 41,66 / 100,00  | 11,86 | 5 / 11     | 1       |
|                         | Aliança Povo Unido            | 15 639  | 23,51 / 100,00  | 2,21  | 3 / 11     | Estável |
|                         | Partido Socialista            | 8 572   | 12,89 / 100,00  | 6,28  | 1 / 11     | 1       |
|                         | Centro Democrático Social     | 6 954   | 10,45 / 100,00  | 9,90  | 1 / 11     | 1       |
|                         | Partido Renovador Democrático | 4 768   | 7,17 / 100,00   | Novo  | 1 / 11     | Novo    |
|                         | Partido Popular Monárquico    | 777     | 1,17 / 100,00   | 0,56  | 0 / 11     | Estável |
|                         | União Democrática Popular     | 501     | 0,75 / 100,00   | 0,20  | 0 / 11     | Estável |
|                         | PCTP/MRPP                     | 299     | 0,45 / 100,00   | 0,31  | 0 / 11     | Estável |
| Votos Inválidos         | Votos Inválidos               | 1 303   | 1,96 / 100,00   | 1,10  |            |         |
| Total                   | Total                         | 66 524  | 100,00 / 100,00 |       | 11 / 11    |         |
| Eleitorado/Participação | Eleitorado/Participação       | 115 625 | 57,53 / 100,00  | 14,27 |            |         |

### Lisboa
| Partido                 | Partido                                | Votos   | %               | +/-   | Vereadores | +/-     |
| ----------------------- | -------------------------------------- | ------- | --------------- | ----- | ---------- | ------- |
|                         | Partido Social Democrata               | 177 439 | 44,77 / 100,00  | -     | 8 / 17     | -       |
|                         | Aliança Povo Unido                     | 109 013 | 27,50 / 100,00  | 0,94  | 5 / 17     | Estável |
|                         | Partido Socialista                     | 71 275  | 17,98 / 100,00  | 9,02  | 3 / 17     | 2       |
|                         | Partido Popular Monárquico             | 20 113  | 5,07 / 100,00   | -     | 1 / 17     | -       |
|                         | União Democrática Popular              | 5 839   | 1,47 / 100,00   | 0,63  | 0 / 17     | Estável |
|                         | PCTP/MRPP                              | 1 675   | 0,42 / 100,00   | 0,07  | 0 / 17     | Estável |
|                         | Partido Operário de Unidade Socialista | 1 137   | 0,29 / 100,00   | 0,58  | 0 / 17     | Estável |
| Votos Inválidos         | Votos Inválidos                        | 9 850   | 2,48 / 100,00   | 0,43  |            |         |
| Total                   | Total                                  | 396 341 | 100,00 / 100,00 |       | 17 / 17    |         |
| Eleitorado/Participação | Eleitorado/Participação                | 675 033 | 58,71 / 100,00  | 13,46 |            |         |

### Loures
| Partido                 | Partido                                | Votos   | %               | +/-   | Vereadores | +/-     |
| ----------------------- | -------------------------------------- | ------- | --------------- | ----- | ---------- | ------- |
|                         | Aliança Povo Unido                     | 66 473  | 47,43 / 100,00  | 3,10  | 6 / 11     | 1       |
|                         | Partido Socialista                     | 55 030  | 39,26 / 100,00  | 10,82 | 5 / 11     | 2       |
|                         | Partido Renovador Democrático          | 10 654  | 7,60 / 100,00   | Novo  | 0 / 11     | Novo    |
|                         | PCTP/MRPP                              | 1 385   | 0,99 / 100,00   | 0,38  | 0 / 11     | Estável |
|                         | Partido Operário de Unidade Socialista | 1 045   | 0,75 / 100,00   | 0,38  | 0 / 11     | Estável |
|                         | União Democrática Popular              | 1 031   | 0,74 / 100,00   | 0,15  | 0 / 11     | Estável |
| Votos Inválidos         | Votos Inválidos                        | 4 538   | 3,24 / 100,00   | 0,87  |            |         |
| Total                   | Total                                  | 140 156 | 100,00 / 100,00 |       | 11 / 11    |         |
| Eleitorado/Participação | Eleitorado/Participação                | 213 266 | 65,72 / 100,00  | 8,52  |            |         |

### Lourinhã
| Partido                 | Partido                   | Votos  | %               | +/-   | Vereadores | +/-     |
| ----------------------- | ------------------------- | ------ | --------------- | ----- | ---------- | ------- |
|                         | Partido Socialista        | 7 213  | 63,20 / 100,00  | 12,83 | 5 / 7      | 1       |
|                         | Partido Social Democrata  | 2 897  | 25,38 / 100,00  | -     | 2 / 7      | -       |
|                         | Centro Democrático Social | 625    | 5,48 / 100,00   | -     | 0 / 7      | -       |
|                         | Aliança Povo Unido        | 301    | 2,64 / 100,00   | 0,32  | 0 / 7      | Estável |
| Votos Inválidos         | Votos Inválidos           | 379    | 3,30 / 100,00   | 0,76  |            |         |
| Total                   | Total                     | 11 413 | 100,00 / 100,00 |       | 7 / 7      |         |
| Eleitorado/Participação | Eleitorado/Participação   | 16 978 | 67,22 / 100,00  | 2,98  |            |         |

### Mafra
| Partido                 | Partido                       | Votos  | %               | +/-   | Vereadores | +/-     |
| ----------------------- | ----------------------------- | ------ | --------------- | ----- | ---------- | ------- |
|                         | Partido Social Democrata      | 7 734  | 38,49 / 100,00  | -     | 3 / 7      | -       |
|                         | Partido Socialista            | 4 395  | 21,87 / 100,00  | 12,03 | 2 / 7      | 1       |
|                         | Aliança Povo Unido            | 3 202  | 15,94 / 100,00  | 0,83  | 1 / 7      | Estável |
|                         | Centro Democrático Social     | 2 514  | 12,51 / 100,00  | -     | 1 / 7      | -       |
|                         | Partido Renovador Democrático | 1 186  | 5,90 / 100,00   | Novo  | 0 / 7      | Novo    |
|                         | PCTP/MRPP                     | 188    | 0,94 / 100,00   | 2,11  | 0 / 7      | Estável |
| Votos Inválidos         | Votos Inválidos               | 874    | 4,35 / 100,00   | 0,67  |            |         |
| Total                   | Total                         | 20 093 | 100,00 / 100,00 |       | 7 / 7      |         |
| Eleitorado/Participação | Eleitorado/Participação       | 34 102 | 58,92 / 100,00  | 8,75  |            |         |

### Oeiras
| Partido                 | Partido                       | Votos   | %               | +/-   | Vereadores | +/-     |
| ----------------------- | ----------------------------- | ------- | --------------- | ----- | ---------- | ------- |
|                         | Partido Social Democrata      | 29 215  | 44,37 / 100,00  | -     | 5 / 11     | -       |
|                         | Aliança Povo Unido            | 17 807  | 27,04 / 100,00  | 2,68  | 3 / 11     | Estável |
|                         | Partido Socialista            | 10 335  | 15,70 / 100,00  | 11,10 | 2 / 11     | 1       |
|                         | Partido Renovador Democrático | 6 281   | 9,54 / 100,00   | Novo  | 1 / 11     | Novo    |
|                         | União Democrática Popular     | 520     | 0,79 / 100,00   | 0,01  | 0 / 11     | Estável |
|                         | PCTP/MRPP                     | 321     | 0,49 / 100,00   | 0,14  | 0 / 11     | Estável |
| Votos Inválidos         | Votos Inválidos               | 1 367   | 2,08 / 100,00   | 0,50  |            |         |
| Total                   | Total                         | 65 846  | 100,00 / 100,00 |       | 11 / 11    |         |
| Eleitorado/Participação | Eleitorado/Participação       | 111 729 | 58,93 / 100,00  | 15,29 |            |         |

### Sintra
| Partido                 | Partido                       | Votos   | %               | +/-   | Vereadores | +/-     |
| ----------------------- | ----------------------------- | ------- | --------------- | ----- | ---------- | ------- |
|                         | Partido Social Democrata      | 32 181  | 32,26 / 100,00  | -     | 4 / 11     | -       |
|                         | Aliança Povo Unido            | 31 469  | 31,55 / 100,00  | 0,14  | 4 / 11     | Estável |
|                         | Partido Socialista            | 21 387  | 21,44 / 100,00  | 9,23  | 2 / 11     | 1       |
|                         | Partido Renovador Democrático | 10 433  | 10,46 / 100,00  | Novo  | 1 / 11     | Novo    |
|                         | União Democrática Popular     | 1 099   | 1,10 / 100,00   | 0,05  | 0 / 11     | Estável |
|                         | PCTP/MRPP                     | 451     | 0,45 / 100,00   | 0,13  | 0 / 11     | Estável |
| Votos Inválidos         | Votos Inválidos               | 2 726   | 2,73 / 100,00   | 0,35  |            |         |
| Total                   | Total                         | 99 746  | 100,00 / 100,00 |       | 11 / 11    |         |
| Eleitorado/Participação | Eleitorado/Participação       | 171 767 | 58,07 / 100,00  | 13,29 |            |         |

### Sobral de Monte Agraço
| Partido                 | Partido                 | Votos | %               | +/-   | Vereadores | +/-     |
| ----------------------- | ----------------------- | ----- | --------------- | ----- | ---------- | ------- |
|                         | Aliança Povo Unido      | 2 909 | 70,99 / 100,00  | 16,34 | 4 / 5      | 1       |
|                         | Partido Socialista      | 959   | 23,40 / 100,00  | 2,34  | 1 / 5      | Estável |
| Votos Inválidos         | Votos Inválidos         | 230   | 5,62 / 100,00   | 0,40  |            |         |
| Total                   | Total                   | 4 098 | 100,00 / 100,00 |       | 5 / 5      |         |
| Eleitorado/Participação | Eleitorado/Participação | 6 315 | 64,89 / 100,00  | 5,57  |            |         |

### Torres Vedras
| Partido                 | Partido                       | Votos  | %               | +/-  | Vereadores | +/-     |
| ----------------------- | ----------------------------- | ------ | --------------- | ---- | ---------- | ------- |
|                         | Partido Socialista            | 13 095 | 40,49 / 100,00  | 3,82 | 4 / 9      | Estável |
|                         | Partido Social Democrata      | 9 332  | 28,86 / 100,00  | -    | 3 / 9      | -       |
|                         | Aliança Povo Unido            | 6 292  | 19,46 / 100,00  | 0,39 | 2 / 9      | 1       |
|                         | Centro Democrático Social     | 1 162  | 3,59 / 100,00   | -    | 0 / 9      | -       |
|                         | Partido Renovador Democrático | 948    | 2,93 / 100,00   | Novo | 0 / 9      | Novo    |
|                         | PCTP/MRPP                     | 632    | 1,95 / 100,00   | -    | 0 / 9      | -       |
| Votos Inválidos         | Votos Inválidos               | 877    | 2,71 / 100,00   | 1,12 |            |         |
| Total                   | Total                         | 32 338 | 100,00 / 100,00 |      | 9 / 9      | 2       |
| Eleitorado/Participação | Eleitorado/Participação       | 51 164 | 63,20 / 100,00  | 6,37 |            |         |

### Vila Franca de Xira
| Partido                 | Partido                   | Votos  | %               | +/-   | Vereadores | +/-     |
| ----------------------- | ------------------------- | ------ | --------------- | ----- | ---------- | ------- |
|                         | Aliança Povo Unido        | 21 895 | 49,65 / 100,00  | 4,78  | 5 / 9      | 1       |
|                         | Partido Socialista        | 17 046 | 38,66 / 100,00  | 5,22  | 4 / 9      | 1       |
|                         | Centro Democrático Social | 3 377  | 7,66 / 100,00   | -     | 0 / 9      | -       |
|                         | PCTP/MRPP                 | 368    | 0,83 / 100,00   | 0,06  | 0 / 9      | Estável |
| Votos Inválidos         | Votos Inválidos           | 1 409  | 3,20 / 100,00   | 0,75  |            |         |
| Total                   | Total                     | 44 095 | 100,00 / 100,00 |       | 9 / 9      |         |
| Eleitorado/Participação | Eleitorado/Participação   | 67 774 | 65,06 / 100,00  | 10,56 |            |         |